# Transumância

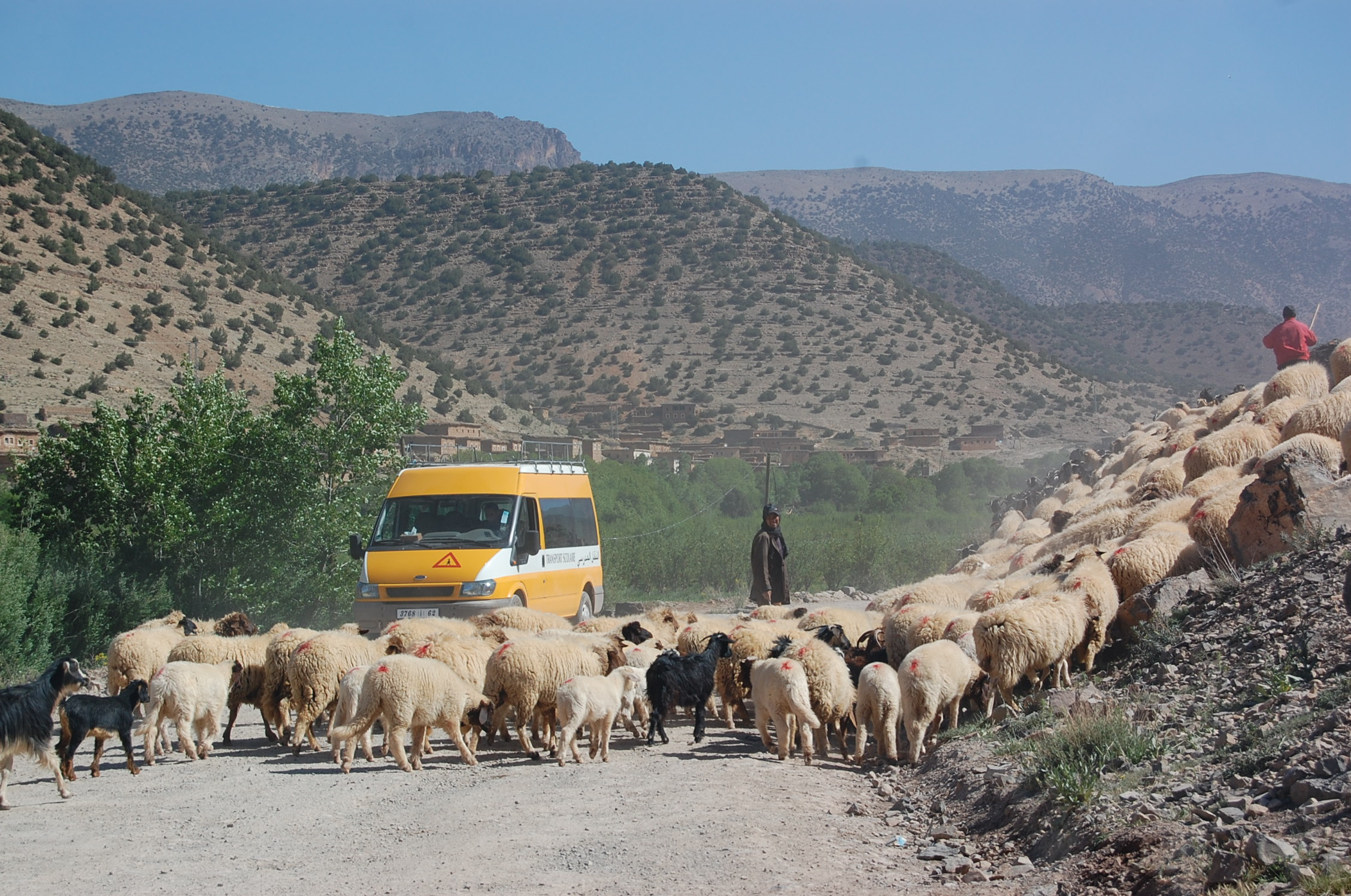
Ovelhas em transumância no Alto Atlas em Marrocos.

A transumância é o deslocamento sazonal de rebanhos para locais que oferecem melhores condições durante uma parte do ano. O termo é associado geralmente aos deslocamentos de gado ovino, sendo também aplicado aos deslocamentos de colmeias de um local para outro a seguir à época da floração. Por associação, a transumância pode ainda referir-se às migrações sazonais dos pastores ou de populações inteiras que se dedicam ao pastoreio que acompanham os animais transumantes.
A transumância é habitual em locais montanhosos e a sua prática é muito antiga em toda a Europa rural. Em Alpedrinha, concelho do Fundão, Portugal, há todos os anos a Festa da Transumância dos rebanhos de carneiros, com milhares de visitantes.

## Tipos de transumância
Devemos distinguir dois tipos de transumância:
- A transumância estival ou ascendente, também chamada transumância normal, que é a subida para as pastagens montanhosas de rebanhos originários da planície. Na Europa esse período vai, em geral, do começo de junho a fins de setembro.

- A transumância invernal, transumância invertida ou descendente, que ocorre quando rebanhos de montanha fogem do rigor do inverno nos climas de altitude e descem às planícies temperadas.

## Transumância no Brasil
No Brasil, embora a palavra transumância seja, em geral, restrita ao domínio da ciência, a prática é comum, frequentemente associada à expressão invernada, em quase todas as regiões do país. O queijo canastra da serra homónima é um produto resultante da transumância do gado, levado ao alto da serra no período invernal.[carece de fontes?]

## Transumância em Portugal

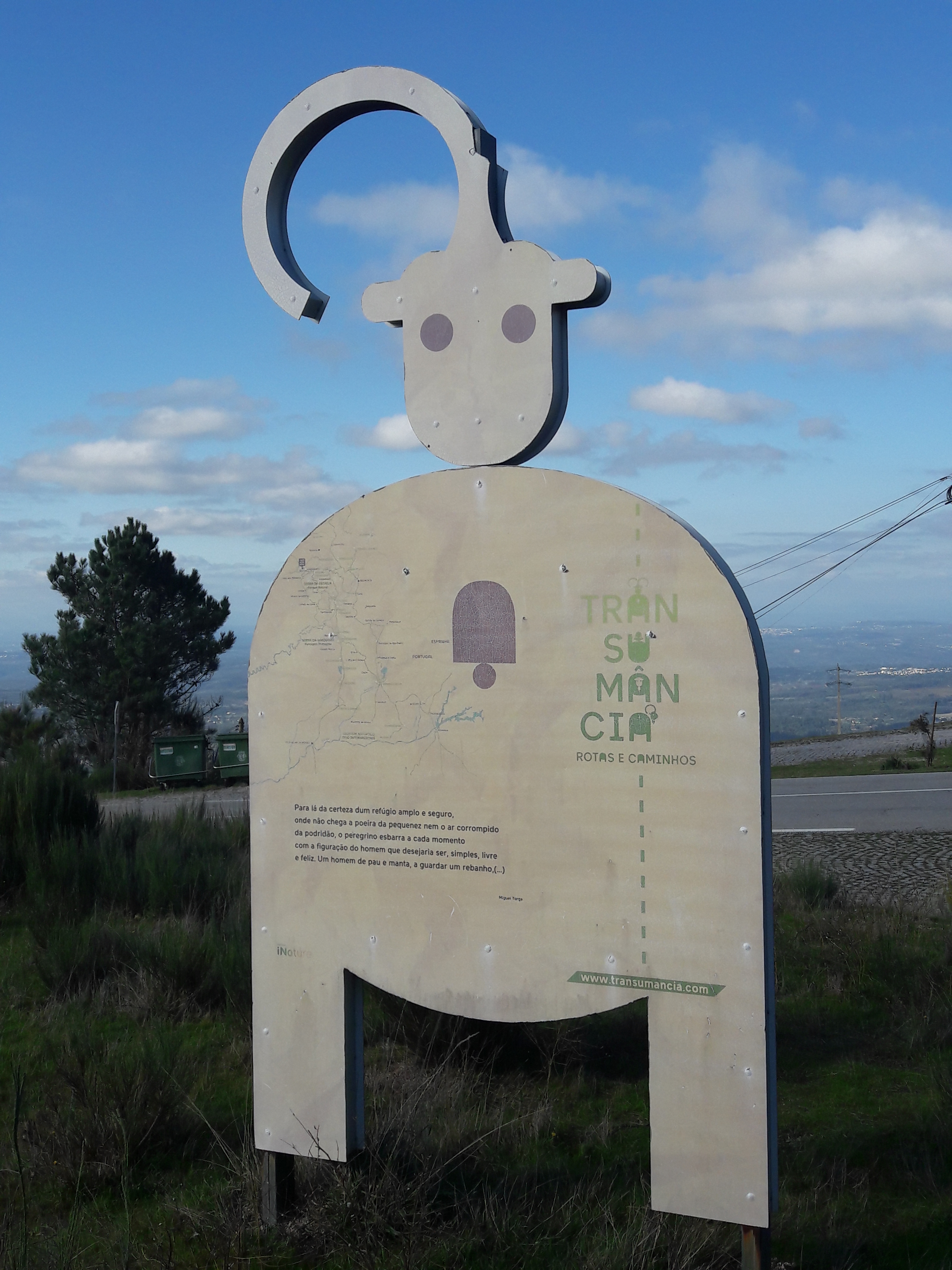
Grande Rota da Transumância, na Serra da Estrela

A transumância é uma das mais simbólicas atividades de pastoreio. Devido às neves e aos frios glaciares, sobretudo em aldeias de montanha da Serra da Estrela como o Sabugueiro, Folgosinho e Videmonte, os pastores faziam grandes caminhadas, a partir de outubro, quando caíam as primeiras neves, conduzindo os rebanhos para zonas mais quentes: Alentejo, Idanha-a-Nova, Alijó, Régua, Coimbra, Soure, Cantanhede, para regressarem na primavera, em Março-Abril, quando as neves já estavam derretidas. Nestas caminhadas, homens e animais percorriam caminhos sinuosos - as canadas - que exigiam um grande esforço e destreza.

### Festividades relacionadas com a transumância
Em várias localidades subsistem ainda as tradições de Transumância:
- Em Seia realiza-se a subida do gado para a Serra da Estrela em busca de melhores pastos[2]. Os primeiros rebanhos transumantes partem de Seia em direção à Serra, no início do dia; os chibos são engalanados com as peras e cabeçadas coloridas; os rebanhos passam na aldeia dos Vales (Seia) e aí fazem um ligeiro descanso; segue-se uma paragem na Póvoa Velha (Seia) para a fatiga (centeio, queijo, presunto e vinho tinto); passam na Senhora do Espinheiro, onde almoçam e seguem até ao Sabugueiro, onde as concertinas e um rancho folclórico os esperam; finalmente, chegam à câmara de carga, onde dormirão[3].
- Romaria do rebanho no São João, na Folgosa da Madalena, Santiago, Seia;
- Romaria das Ovelhas na freguesia de Arcozelo da Serra, Gouveia;
- No Rosmaninhal (Idanha-a-Nova) realiza-se a transumância dos rebanhos da Serra da Estrela e das varas de porcos vindos do Alentejo;
- Romaria à volta da capela (século XII) na Senhora da Assedasse, Folgosinho, Gouveia;
- Romaria de Santo António dos Cabaços, Mangualde;
- Romaria dos rebanhos no São Geraldo em São Geraldo, Covas, Tábua;

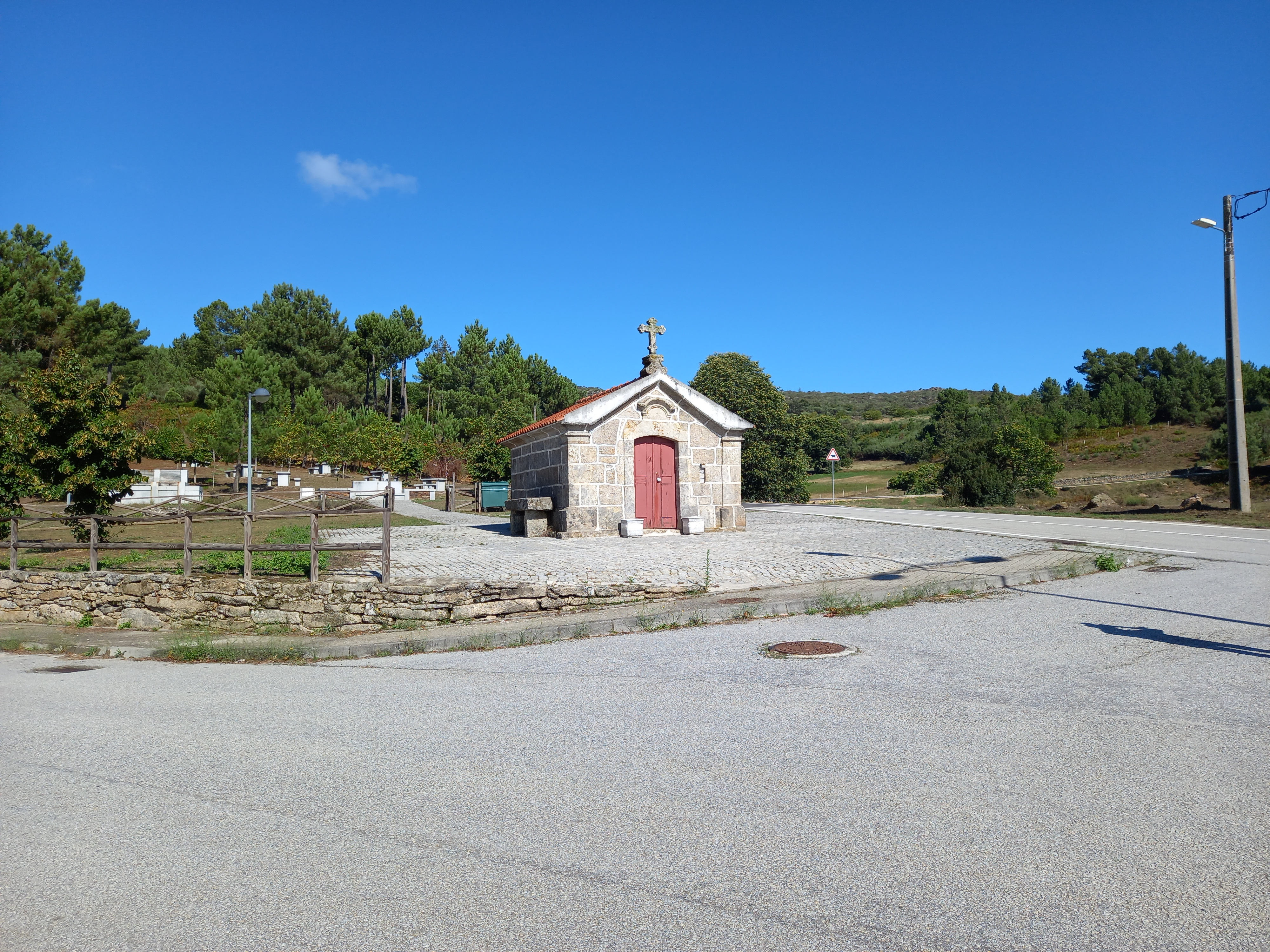
Na aldeia de Videmonte (Guarda), a Capela de Santo Antão era local de romaria das ovelhas e ponto de realização de leilão de ovelhas em honra do Santo Antão